# برکن‌ریج، شهرستان هنکاک، ایلینوی
برکن‌ریج (به انگلیسی: Breckenridge) یک منطقهٔ مسکونی در ایالات متحده آمریکا است که در شهرستان هنکاک، ایلینوی واقع شده‌است. برکن‌ریج ۲۰۰٫۸۷ متر بالاتر از سطح دریا واقع شده‌است.